# 류리크 2세 로스티슬라비치

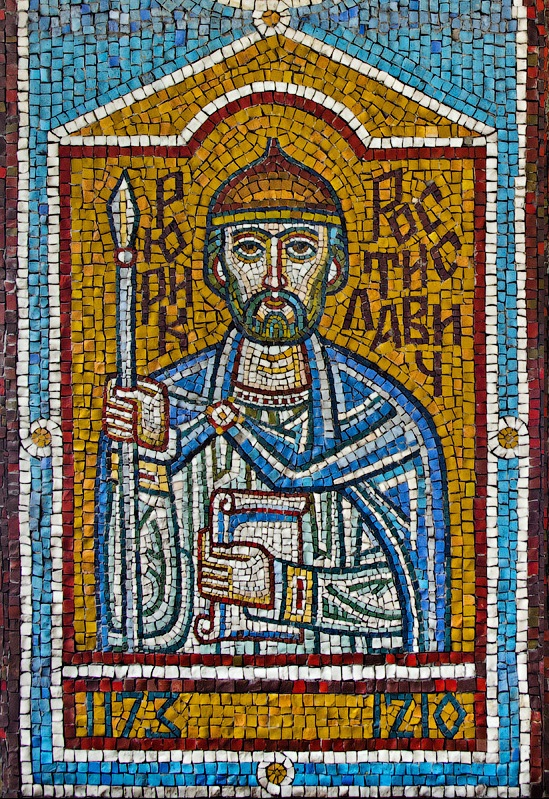

류리크 2세(러시아어: Рюрик Ростиславич 류리크 로스티슬라비치[*], ? ~ 1215년)는 키예프 대공국의 대공(재위: 1173년, 1180년 ~ 1181년, 1194년 ~ 1201년, 1203년 ~ 1204년, 1205년 ~ 1206년, 1207년 ~ 1210년)이다. 류리크 왕조 출신이다.

## 생애
로스티슬라프 1세 대공의 아들로 태어났다. 키예프 대공으로 즉위하기 전에는 여러 차례의 대공위 계승과 관련된 분쟁을 경험했으며 6차례에 걸쳐 키예프 대공을 역임했다. 그 밖에 노브고로드 공화국 공작(1170년 ~ 1171년), 벨고로드키옙스키(Belgorod Kievsky) 공작(1173년 ~ 1194년), 체르니히우 공국의 공작(1210년 ~ 1214년)을 역임했다.
| 전임 프세볼로트 3세 | 키예프 대공 1173년 | 후임 야로슬라프 2세 이자슬라비치 |

| 전임 스뱌토슬라프 3세 | 키예프 대공 1180년 ~ 1181년 | 후임 스뱌토슬라프 3세 |

| 전임 스뱌토슬라프 3세 | 키예프 대공 1194년 ~ 1201년 | 후임 로만 므스티슬라비치 |

| 전임 인그바리 | 키예프 대공 1203년 ~ 1204년 | 후임 인그바리 |

| 전임 로스티슬라프 2세 | 키예프 대공 1205년 ~ 1206년 | 후임 프세볼로트 4세 |

| 전임 프세볼로트 4세 | 키예프 대공 1207년 ~ 1210년 | 후임 프세볼로트 4세 |